# Amtsgebäude Lange Straße 4

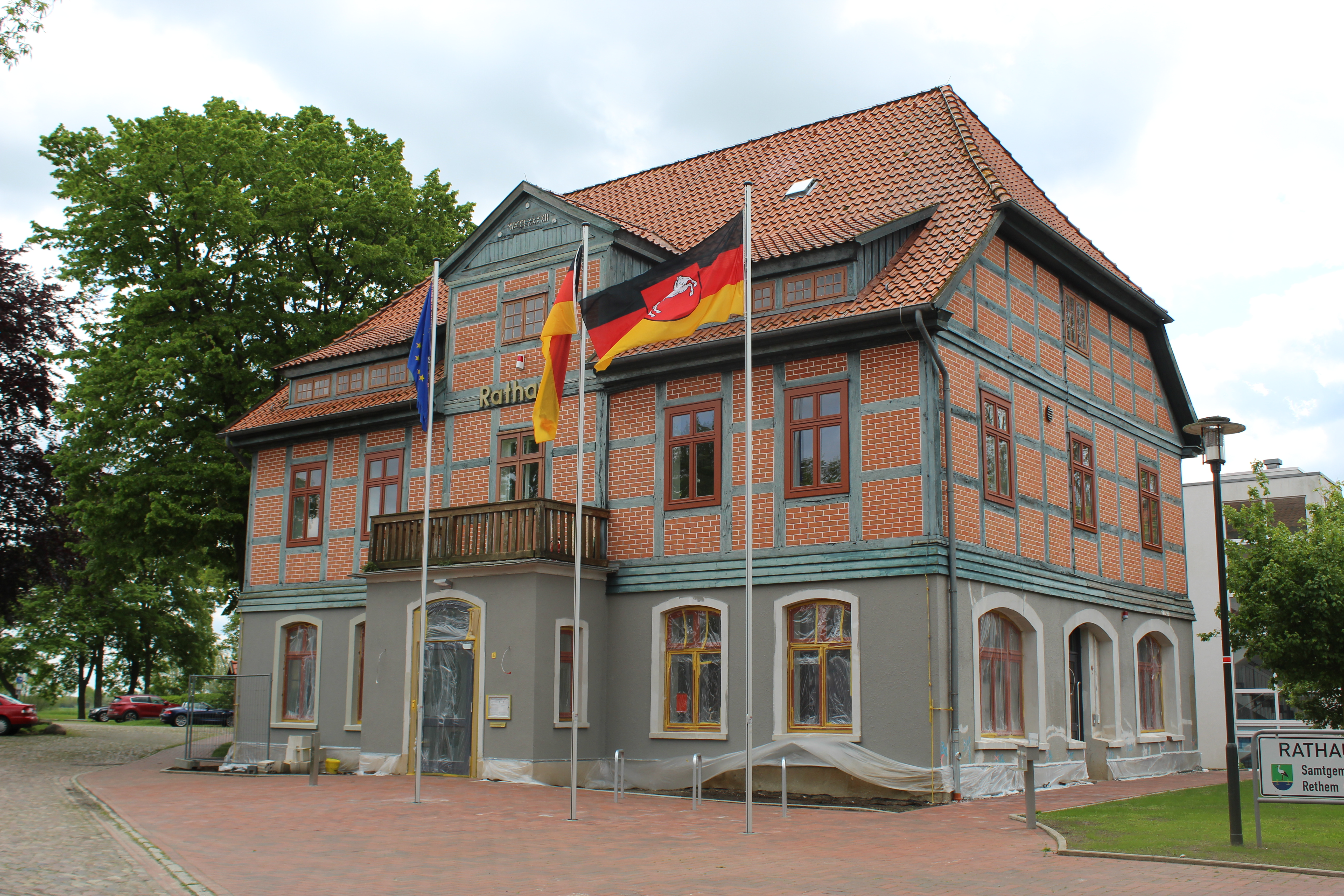
Amtsgebäude Lange Straße 4, Rethem (Aller)

Das Amtsgebäude Lange Straße 4 in Rethem (Aller) ist ein Fachwerkbau, der dem heutigen Burghof Rethem vorgelagert ist. Das Gebäude liegt unmittelbar an der Bundesstraße 209 und wird heute als Rathaus für die Samtgemeindeverwaltung genutzt.

## Geschichte
Das Amtsgebäude wurde 1792 vom Landbaumeister Christian Ludwig Ziegler (1748–1818) zunächst als Amtsstubenhaus entworfen. Mehrere Vorentwürfe befinden sich heute im Stadtarchiv Celle. Später wurde es als Pfordthaus bezeichnet. Diese Bezeichnung rührt vermutlich daher, dass zu früherer Zeit ein Pfortenhaus zur Burganlage bestand. Am 1. Oktober 1852 wurde hier das Amtsgericht Rethem eingerichtet, das kurze Zeit später am 1. März 1859, wieder aufgelöst wurde. 1940 wurde der Eingangserker geschaffen. Genutzt wurde es ab 1859 kurzzeitig als Nebenstelle des Amtes Ahlden und für die Kasse des Amtes genutzt. Gleichzeitig wurden einige Haftzellen unterhalten. Die restlichen Räumlichkeiten wurden zu Wohnzwecken vermietet. 1878 wurde das Gebäude von der Stadt Rethem gekauft. Die Mietwohnungen blieben aber im Gebäude. 1901 zog erstmals das Rathaus ein. Es folgte 1903 ein Umbau, bei dem die Fenster im Erdgeschoss vergrößert wurden. Es zog die Stadtsparkasse Rethem ein. 1934 wurde die Stadtsparkasse aufgelöst; die Räume im Erdgeschoss wurden aber als Filiale der Kreissparkasse Fallingbostel zu Walsrode weitergenutzt. Als die Sparkasse dann 1963 endgültig auszogt, wurde das Erdgeschoss für die Stadtverwaltung umgebaut. Die in der oberen Etage befindlichen Räume wurden als Dienstwohnung des Bürgermeisters weiter ausgebaut. 1978 wurden auch diese Räume wieder für Verwaltungsaufgaben hergerichtet. 1988 wurde ein Anbau hinter dem Haus errichtet. Trotz einer (Dach-)Sanierung 1994 kam ein Gutachten im Jahre 2015 zu dem Ergebnis, dass das Gebäude für Verwaltungszwecke nicht mehr genutzt werden kann. Nach einem Bürgerbegehren erfolgte entgegen erster Umzugspläne eine Sanierung des Gebäudes, die 2021 abgeschlossen wurde. Das Rathaus verblieb seitdem in dem Gebäude.

## Beschreibung
Das zweigeschossige Bauwerk unter einem ziegelgedeckten Halbwalmdach liegt traufständig zur Straße. Das Erdgeschoss ist verputzt. Die Gefache des Obergeschosses sind mit Backstein gefüllt. Oberhalb des Eingangserkers befindet sich in der Schaufassade zur Straße hin ein Fachwerkzwerchhaus mit Giebel. Links und rechts daneben sind kleine Schleppgauben im Dach.

## Denkmalschutz
Das Amtsgebäude steht wegen seiner geschichtlichen und städtebaulichen Bedeutung unter Denkmalschutz nach § 3 Abs. 2 NDSchG und wurde im Januar 1990 in die Denkmalliste des Landes Niedersachsen eingetragen. Es gehört zu der Gruppe baulicher Anlagen Amtshof in Rethem.